# 荏隈町
荏隈町（えのくままち）は、大分県大分市の地名。現行行政地名は荏隈町一丁目及び荏隈町二丁目。住居表示実施済区域。

## 地理
大分市の西部に位置し、北に竹の上、北東に永興、他は大字荏隈と接している。

## 歴史

### 沿革
- 2021年（令和3年）1月16日 - 住居表示を実施に伴い、大字荏隈、大字荏隈宇野町の各一部（通称:荏隈町）から、荏隈町一丁目及び荏隈町二丁目を新設[5]。

### 町名の変遷
| 実施後       | 実施年月日               | 実施前（各町名ともその一部、公称のみ） |
| ------------ | ------------------------ | -------------------------------------- |
| 荏隈町一丁目 | 2021年（令和3年）1月16日 | 大字荏隈（一部）                       |
| 荏隈町二丁目 | 2021年（令和3年）1月16日 | 大字荏隈、大字荏隈宇野町（各一部）     |

## 世帯数と人口
2022年（令和4年）3月31日現在（大分市発表）の世帯数と人口は以下の通りである。なお、通称の荏隈町7丁目も含まれる。
| 丁目・通称                | 世帯数  | 人口  |
| ------------------------- | ------- | ----- |
| 荏隈町一丁目              | 195世帯 | 386人 |
| 荏隈町二丁目・荏隈町7丁目 | 211世帯 | 465人 |
| 計                        | 406世帯 | 851人 |

## 学区
市立小・中学校に通う場合、学区は以下の通りとなる（2022年4月時点）。
| 丁目         | 番・番地等 | 小学校             | 中学校             |
| ------------ | ---------- | ------------------ | ------------------ |
| 荏隈町一丁目 | 全域       | 大分市立荏隈小学校 | 大分市立城南中学校 |
| 荏隈町二丁目 | 全域       | 大分市立荏隈小学校 | 大分市立城南中学校 |

## 交通
- 大分県道207号大分挾間線

## 施設
- 大分荏隈郵便局[7]
- 大分県こども・女性相談支援センター[8]

## その他

### 日本郵便
- 郵便番号 : 870-0891[2]（集配局 : 大分中央郵便局[9]）。